# Vancouver Millionaires
Vancouver Millionaires byl profesionální kanadský klub ledního hokeje, který sídlil ve Vancouveru v provincii Britská Kolumbie. V letech 1924–1926 působil v profesionální soutěži Western Canada Hockey League. Své domácí zápasy odehrával v hale Denman Arena s kapacitou 10 500 diváků. Klubové barvy byly kaštanově hnědá a bílá.

## Historické názvy
Zdroj: 
- 1911 – Vancouver Millionaires
- 1922 – Vancouver Maroons

## Úspěchy
- Vítěz Stanley Cupu ( 1× )
  - 1915

## Umístění v jednotlivých sezonách
Stručný přehled
Zdroj: 
- 1912–1924: Pacific Coast Hockey Association
- 1924–1926: Western Canada Hockey League

Jednotlivé ročníky
Zdroj: 
Legenda: Z - zápasy, V - výhry, VP - výhry v prodloužení, R - remízy, P - porážky, PP - porážky v prodloužení, VG - vstřelené góly, OG - obdržené góly, +/- - rozdíl skóre, B - body, KPW - Konference Prince z Walesu, CK - Campbellova konference, ZK - Západní konference, VK - Východní konference, fialové podbarvení - reorganizace, změna skupiny či soutěže
| USA / Kanada (1912 – 1926) |      |        |    |    |    |   |    |    |     |     |     |    |        |               |
| Sezóny                     | Liga | Úroveň | Z  | V  | VP | R | PP | P  | VG  | OG  | +/- | B  | Pozice | Play-off      |
| 1912                       | PCHA | –      | 15 | 7  | –  | 0 | –  | 8  | 102 | 94  | +8  | 14 | 2.     | –             |
| 1912/13                    | PCHA | –      | 16 | 7  | –  | 0 | –  | 9  | 84  | 89  | -5  | 14 | 2.     | –             |
| 1913/14                    | PCHA | –      | 15 | 6  | –  | 0 | –  | 9  | 76  | 83  | -7  | 12 | 3.     | –             |
| 1914/15                    | PCHA | –      | 17 | 13 | –  | 0 | –  | 4  | 115 | 71  | +44 | 26 | 1.     | Vítěz SC      |
| 1915/16                    | PCHA | –      | 18 | 9  | –  | 0 | –  | 9  | 75  | 69  | +6  | 18 | 2.     | –             |
| 1916/17                    | PCHA | –      | 23 | 14 | –  | 0 | –  | 9  | 131 | 124 | +7  | 28 | 2.     | –             |
| 1917/18                    | PCHA | –      | 18 | 9  | –  | 0 | –  | 9  | 70  | 60  | +10 | 18 | 1.     | Finále SC     |
| 1919                       | PCHA | –      | 20 | 12 | –  | 0 | –  | 8  | 72  | 55  | +17 | 24 | 1.     | Finále PCHA   |
| 1919/20                    | PCHA | –      | 22 | 11 | –  | 0 | –  | 11 | 75  | 65  | +10 | 22 | 2.     | Finále PCHA   |
| 1920/21                    | PCHA | –      | 24 | 13 | –  | 0 | –  | 11 | 86  | 79  | +7  | 26 | 1.     | Finále SC     |
| 1921/22                    | PCHA | –      | 24 | 12 | –  | 0 | –  | 12 | 77  | 68  | +9  | 24 | 2.     | Finále SC     |
| 1922/23                    | PCHA | –      | 29 | 16 | –  | 1 | –  | 12 | 112 | 82  | +30 | 33 | 1.     | Semifinále SC |
| 1923/24                    | PCHA | –      | 30 | 13 | –  | 1 | –  | 16 | 87  | 80  | +7  | 27 | 2.     | Semifinále SC |
| 1924/25                    | WCHL | –      | 28 | 12 | –  | 0 | –  | 16 | 91  | 102 | -11 | 24 | 5.     | –             |
| 1925/26                    | WCHL | –      | 30 | 10 | –  | 2 | –  | 18 | 64  | 90  | -26 | 22 | 6.     | –             |